# 2014年のNFLドラフト
2014年のNFLドラフトは79回目のNFLドラフト。2014年5月8日から5月10日までの3日間ニューヨークのラジオシティ・ミュージックホールで開催された。NFL32チームから合計256名の選手が指名された。2013年のレギュラーシーズンの成績及びプレーオフの成績に基づき、完全ウェーバー制でヒューストン・テキサンズが最初の指名権を得て、サウスカロライナ大学のジャデベオン・クラウニーを全体1位で指名した。ディフェンス選手が全体1位で指名されるのは2006年のマリオ・ウィリアムズ以来であった。
トレードアップによって全体9位指名権を持っていたバッファロー・ビルズが全体4位指名権を獲得、サミー・ワトキンスを指名した。またクリーブランド・ブラウンズもトレードアップによって2012年のハイズマン賞受賞者ジョニー・マンジールを指名した。
このドラフトでは同性愛者であることを明かしたマイケル・サムがセントルイス・ラムズから7巡で指名された。NFLドラフトで同性愛者であることを公表した選手が指名されたのは初めてのことであった。ブレンドン・アヤンバデージョ、ジェイソン・コリンズら同性愛者であることを告白しているスポーツ選手だけでなく、当時のバラク・オバマ大統領から祝福の言葉が彼に届いた。

## 指名選手
指名された256人のポジションごとの人数は次のとおりである。
- 34 ラインバッカー
- 33 ワイドレシー6バー
- 33 コーナーバック
- 22 ディフェンシブエンド
- 20 オフェンシブタックル
- 20 ディフェンシブタックル
- 20 ランニングバック
- 20 セイフティ
- 15 オフェンシブガード
- 14 クォーターバック
- 10 センター
- 10 タイトエンド
- 2 フルバック
- 2 プレースキッカー
- 1 パンター

指名順位の数字の後の*は、FAで失った選手に対して自動的に計算し与えられる32の補償ドラフトを示す。

### 1巡指名選手
| 指名順位 | チーム                             | 選手名                       | ポジション | 出身大学                 |
| 1        | ヒューストン・テキサンズ           | ジャデベオン・クラウニー     | DE         | サウスカロライナ大学     |
| 2        | セントルイス・ラムズ               | グレッグ・ロビンソン         | OT         | オーバーン大学           |
| 3        | ジャクソンビル・ジャガーズ         | ブレイク・ボートルス         | QB         | セントラルフロリダ大学   |
| 4        | バッファロー・ビルズ               | サミー・ワトキンス           | WR         | クレムソン大学           |
| 5        | オークランド・レイダース           | カリル・マック               | LB         | バッファロー大学         |
| 6        | アトランタ・ファルコンズ           | ジェイク・マシューズ         | OT         | テキサスA&M大学          |
| 7        | タンパベイ・バッカニアーズ         | マイク・エバンス             | WR         | テキサスA&M大学          |
| 8        | クリーブランド・ブラウンズ         | ジャスティン・ギルバート     | CB         | オクラホマ州立大学       |
| 9        | ミネソタ・バイキングス             | アンソニー・バー             | LB         | UCLA                     |
| 10       | デトロイト・ライオンズ             | エリック・エブロン           | TE         | ノースカロライナ大学     |
| 11       | テネシー・タイタンズ               | テイラー・リワン             | OT         | ミシガン大学             |
| 12       | ニューヨーク・ジャイアンツ         | オデル・ベッカム・ジュニア   | WR         | LSU                      |
| 13       | セントルイス・ラムズ               | アーロン・ドナルド           | DT         | ピッツバーグ大学         |
| 14       | シカゴ・ベアーズ                   | カイル・フラー               | CB         | バージニア工科大学       |
| 15       | ピッツバーグ・スティーラーズ       | ライアン・シェイジアー       | LB         | オハイオ州立大学         |
| 16       | ダラス・カウボーイズ               | ザック・マーティン           | G          | ノートルダム大学         |
| 17       | ボルチモア・レイブンズ             | C・J・モーズリー             | LB         | アラバマ大学             |
| 18       | ニューヨーク・ジェッツ             | カルビン・プライアー         | S          | ルイビル大学             |
| 19       | マイアミ・ドルフィンズ             | ジャウアン・ジェームズ       | OT         | テネシー大学             |
| 20       | ニューオーリンズ・セインツ         | ブランディン・クックス       | WR         | オレゴン州立大学         |
| 21       | グリーンベイ・パッカーズ           | ハハ・クリントン＝ディックス | S          | アラバマ大学             |
| 22       | クリーブランド・ブラウンズ         | ジョニー・マンジール         | QB         | テキサスA&M大学          |
| 23       | カンザスシティ・チーフス           | ディー・フォード             | DE         | オーバーン大学           |
| 24       | シンシナティ・ベンガルズ           | ダークイズ・デナード         | CB         | ミシガン州立大学         |
| 25       | サンディエゴ・チャージャーズ       | ジェイソン・ベレット         | CB         | テキサスクリスチャン大学 |
| 26       | フィラデルフィア・イーグルス       | マーカス・スミス2世          | LB         | ルイビル大学             |
| 27       | アリゾナ・カージナルス             | ディオン・ブキャノン         | S          | ワシントン州立大学       |
| 28       | カロライナ・パンサーズ             | ケルビン・ベンジャミン       | WR         | フロリダ州立大学         |
| 29       | ニューイングランド・ペイトリオッツ | ドミニク・イースリー         | DT         | フロリダ大学             |
| 30       | サンフランシスコ・49ers            | ジミー・ウォード             | S          | 北イリノイ大学           |
| 31       | デンバー・ブロンコス               | ブラッドリー・ロビー         | CB         | オハイオ州立大学         |
| 32       | ミネソタ・バイキングス             | テディ・ブリッジウォーター   | QB         | ルイビル大学             |

### 2巡指名選手
| 指名順位 | チーム                             | 選手名                                   | ポジション | 出身大学               |
| 33       | ヒューストン・テキサンズ           | ゼイビア・スアフィロ                     | OG         | UCLA                   |
| 34       | ダラス・カウボーイズ               | デマーカス・ローレンス                   | DE         | ボイシ州立大学         |
| 35       | クリーブランド・ブラウンズ         | ジョエル・ビトニオ                       | OT         | ネバダ大学             |
| 36       | オークランド・レイダース           | デレック・カー                           | QB         | フレズノ州立大学       |
| 37       | アトランタ・ファルコンズ           | ラシード・ハーゲマン                     | DT         | ミネソタ大学           |
| 38       | タンパベイ・バッカニアーズ         | オースティン・セフェリアン＝ジェンキンス | TE         | ワシントン大学         |
| 39       | ジャクソンビル・ジャガーズ         | マーキス・リー                           | WR         | USC                    |
| 40       | デトロイト・ライオンズ             | カイル・バンノイ                         | LB         | ブリガムヤング大学     |
| 41       | セントルイス・ラムズ               | ラマーカス・ジョイナー                   | S          | フロリダ州立大学       |
| 42       | フィラデルフィア・イーグルス       | ジョーダン・マシューズ                   | WR         | ヴァンダービルト大学   |
| 43       | ニューヨーク・ジャイアンツ         | ウェストン・リッチバーグ                 | C          | コロラド州立大学       |
| 44       | バッファロー・ビルズ               | サイラス・クワンジョ                     | OT         | アラバマ大学           |
| 45       | シアトル・シーホークス             | ポール・リチャードソン                   | WR         | コロラド大学           |
| 46       | ピッツバーグ・スティーラーズ       | ステフォン・ツイット                     | DE         | ノートルダム大学       |
| 47       | ワシントン・レッドスキンズ         | トレント・マーフィー                     | LB         | スタンフォード大学     |
| 48       | ボルチモア・レイブンズ             | ティミー・ジャーニガン                   | DT         | フロリダ州立大学       |
| 49       | ニューヨーク・ジェッツ             | ジェイス・アマロ                         | TE         | テキサス工科大学       |
| 50       | サンディエゴ・チャージャーズ       | ジェレマイア・アタオチュ                 | LB         | ジョージア工科大学     |
| 51       | シカゴ・ベアーズ                   | エゴ・ファーガソン                       | DT         | ルイジアナ州立大学     |
| 52       | アリゾナ・カージナルス             | トロイ・ニクラス                         | TE         | ノートルダム大学       |
| 53       | グリーンベイ・パッカーズ           | ダバンテ・アダムス                       | WR         | フレズノ州立大学       |
| 54       | テネシー・タイタンズ               | ビショップ・サンキー                     | RB         | ワシントン大学         |
| 55       | シンシナティ・ベンガルズ           | ジェレミー・ヒル                         | RB         | LSU                    |
| 56       | デンバー・ブロンコス               | コーディー・ラティマー                   | WR         | インディアナ大学       |
| 57       | サンフランシスコ・49ers            | カルロス・ハイド                         | RB         | オハイオ州立大学       |
| 58       | ニューオーリンズ・セインツ         | スタンリー・ジャン＝バプティスト         | CB         | ネブラスカ大学         |
| 59       | インディアナポリス・コルツ         | ジャック・ミューホート                   | OT         | オハイオ州立大学       |
| 60       | カロライナ・パンサーズ             | コニー・イーリー                         | DE         | ミズーリ大学           |
| 61       | ジャクソンビル・ジャガーズ         | アレン・ロビンソン                       | WR         | ペンシルベニア州立大学 |
| 62       | ニューイングランド・ペイトリオッツ | ジミー・ガロポロ                         | QB         | 東イリノイ大学         |
| 63       | マイアミ・ドルフィンズ             | ジャービス・ランドリー                   | WR         | LSU                    |
| 64       | シアトル・シーホークス             | ジャスティン・ブリット                   | OT         | ミズーリ大学           |

### 3巡指名選手
| 指名順位 | チーム                       | 選手名                     | ポジション | 出身大学               |
| 65       | ヒューストン・テキサンズ     | C・J・フィエドロウィッツ   | TE         | アイオワ大学           |
| 66       | ワシントン・レッドスキンズ   | モーガン・モーゼス         | OT         | バージニア大学         |
| 67       | マイアミ・ドルフィンズ       | ビリー・ターナー           | OT         | ノースダコタ州立大学   |
| 68       | アトランタ・ファルコンズ     | デズメン・サウスウォード   | S          | ウィスコンシン大学     |
| 69       | タンパベイ・バッカニアーズ   | チャールズ・シムズ         | RB         | ウェストバージニア大学 |
| 70       | サンフランシスコ・49ers      | マーカス・マーティン       | C          | USC                    |
| 71       | クリーブランド・ブラウンズ   | クリスチャン・カークシー   | LB         | アイオワ大学           |
| 72       | ミネソタ・バイキングス       | スコット・クリクトン       | DE         | オレゴン州立大学       |
| 73       | バッファロー・ビルズ         | プレストン・ブラウン       | LB         | ルイビル大学           |
| 74       | ニューヨーク・ジャイアンツ   | ジェイ・ブロムリー         | DT         | シラキュース大学       |
| 75       | セントルイス・ラムズ         | トレ・メイソン             | RB         | オーバーン大学         |
| 76       | デトロイト・ライオンズ       | トラビス・スワンソン       | C          | アーカンソー大学       |
| 77       | サンフランシスコ・49ers      | クリス・ボーランド         | LB         | ウィスコンシン大学     |
| 78       | ワシントン・レッドスキンズ   | スペンサー・ロング         | OG         | ネブラスカ大学         |
| 79       | ボルチモア・レイブンズ       | テレンス・ブルックス       | S          | フロリダ州立大学       |
| 80       | ニューヨーク・ジェッツ       | デクスター・マクダグル     | CB         | メリーランド大学       |
| 81       | オークランド・レイダース     | ゲイブ・ジャクソン         | OG         | ミシシッピ州立大学     |
| 82       | シカゴ・ベアーズ             | ウィル・サットン           | DT         | アリゾナ州立大学       |
| 83       | ヒューストン・テキサンズ     | ルイス・ニックス           | DT         | ノートルダム大学       |
| 84       | アリゾナ・カージナルス       | カリーム・マーティン       | DE         | ノースカロライナ大学   |
| 85       | グリーンベイ・パッカーズ     | カイリー・ソーントン       | DT         | サザンミシシッピ大学   |
| 86       | フィラデルフィア・イーグルス | ジョシュ・ハフ             | WR         | オレゴン大学           |
| 87       | カンザスシティ・チーフス     | フィリップ・ゲインズ       | CB         | ライス大学             |
| 88       | シンシナティ・ベンガルズ     | ウィル・クラーク           | DE         | ウェストバージニア大学 |
| 89       | サンディエゴ・チャージャーズ | クリス・ワット             | OG         | ノートルダム大学       |
| 90       | インディアナポリス・コルツ   | ドンテ・モンクリフ         | WR         | ミシシッピ大学         |
| 91       | アリゾナ・カージナルス       | ジョン・ブラウン           | WR         | ピッツバーグ州立大学   |
| 92       | カロライナ・パンサーズ       | トレイ・ターナー           | OG         | LSU                    |
| 93       | ジャクソンビル・ジャガーズ   | ブランドン・リンダー       | OG         | マイアミ大学           |
| 94       | クリーブランド・ブラウンズ   | テランス・ウェスト         | RB         | タウソン大学           |
| 95       | デンバー・ブロンコス         | マイケル・ショーフィールド | OT         | ミシガン大学           |
| 96       | ミネソタ・バイキングス       | ジェリック・マッキノン     | RB         | ジョージアサザン大学   |
| 97*      | ピッツバーグ・スティーラーズ | ドライ・アーチャー         | RB         | ケント州立大学         |
| 98*      | グリーンベイ・パッカーズ     | リチャード・ロジャース2世  | TE         | カリフォルニア大学     |
| 99*      | ボルチモア・レイブンズ       | クロケット・ギルモア       | TE         | コロラド州立大学       |
| 100*     | サンフランシスコ・49ers      | ブランドン・トーマス       | OG         | クレムソン大学         |

### 4巡指名選手
| 指名順位 | チーム                             | 選手名                   | ポジション | 出身大学                 |
| 101      | フィラデルフィア・イーグルス       | ジェイレン・ワトキンス   | CB         | フロリダ大学             |
| 102      | ワシントン・レッドスキンズ         | バショード・ブリーランド | CB         | クレムソン大学           |
| 103      | アトランタ・ファルコンズ           | デボンタ・フリーマン     | RB         | フロリダ州立大学         |
| 104      | ニューヨーク・ジェッツ             | ジェイレン・ソウンダース | WR         | オクラホマ大学           |
| 105      | ニューイングランド・ペイトリオッツ | ブライアン・ストーク     | C          | フロリダ州立大学         |
| 106      | サンフランシスコ・49ers            | ブルース・エリントン     | WR         | サウスカロライナ大学     |
| 107      | オークランド・レイダース           | ジャスティン・エリス     | DT         | ルイジアナ工科大学       |
| 108      | シアトル・シーホークス             | カシアス・マーシュ       | DE         | UCLA                     |
| 109      | バッファロー・ビルズ               | ロス・コックレル         | CB         | デューク大学             |
| 110      | セントルイス・ラムズ               | モーリス・アレクサンダー | S          | ユタ州立大学             |
| 111      | シンシナティ・ベンガルズ           | ラッセル・ボーディン     | C          | ノースカロライナ大学     |
| 112      | テネシー・タイタンズ               | ダクアン・ジョーンズ     | DT         | ペンシルベニア州立大学   |
| 113      | ニューヨーク・ジャイアンツ         | アンドレ・ウィリアムズ   | RB         | ボストンカレッジ         |
| 114      | ジャクソンビル・ジャガーズ         | アーロン・コルビン       | CB         | オクラホマ大学           |
| 115      | ニューヨーク・ジェッツ             | シャック・エバンズ       | WR         | UCLA                     |
| 116      | オークランド・レイダース           | キース・マクギル         | CB         | ユタ大学                 |
| 117      | シカゴ・ベアーズ                   | カディーム・ケイリー     | RB         | アリゾナ大学             |
| 118      | ピッツバーグ・スティーラーズ       | マータビス・ブライアント | WR         | クレムソン大学           |
| 119      | ダラス・カウボーイズ               | アンソニー・ヒッチンズ   | LB         | アイオワ大学             |
| 120      | アリゾナ・カージナルス             | ローガン・トーマス       | QB         | バージニア工科大学       |
| 121      | グリーンベイ・パッカーズ           | カール・ブラッドフォード | LB         | アリゾナ州立大学         |
| 122      | テネシー・タイタンズ               | マーケストン・ハフ       | S          | ワイオミング大学         |
| 123      | シアトル・シーホークス             | ケビン・ノーウッド       | WR         | アラバマ大学             |
| 124      | カンザスシティ・チーフス           | デアンソニー・トーマス   | RB         | オレゴン大学             |
| 125      | マイアミ・ドルフィンズ             | ウォルト・エイケンス     | CB         | リバティ大学             |
| 126      | ニューオーリンズ・セインツ         | カイリ・フォート         | LB         | カリフォルニア大学       |
| 127      | クリーブランド・ブラウンズ         | ピエール・ダーシアー     | CB         | リンデンウッド大学       |
| 128      | カロライナ・パンサーズ             | トレ・ボストン           | S          | ノースカロライナ大学     |
| 129      | サンフランシスコ・49ers            | ドンテ・ジョンソン       | CB         | ノースカロライナ州立大学 |
| 130      | ニューイングランド・ペイトリオッツ | ジェームズ・ホワイト     | RB         | ウィスコンシン大学       |
| 131      | シカゴ・ベアーズ                   | ブロック・ベリーン       | S          | ミネソタ大学             |
| 132      | シアトル・シーホークス             | ケビン・ピエール＝ルイス | LB         | ボストンカレッジ         |
| 133*     | デトロイト・ライオンズ             | ネビン・ローソン         | CB         | ユタ州立大学             |
| 134*     | ボルチモア・レイブンズ             | ブレント・アーバン       | DT         | バージニア大学           |
| 135*     | ヒューストン・テキサンズ           | トム・サベージ           | QB         | ピッツバーグ大学         |
| 136*     | デトロイト・ライオンズ             | ラリー・ウェブスター3世  | DE         | ブルームバーグ大学       |
| 137*     | ニューヨーク・ジェッツ             | ダコタ・ドージャー       | OG         | ファーマン大学           |
| 138*     | ボルチモア・レイブンズ             | ロレンゾ・タリアフェロ   | RB         | コースタルカロライナ大学 |
| 139*     | アトランタ・ファルコンズ           | プリンス・シェンボ       | LB         | ノートルダム大学         |
| 140*     | ニューイングランド・ペイトリオッツ | キャメロン・フレミング   | OT         | スタンフォード大学       |

### 5巡指名選手
| 指名順位 | チーム                       | 選手名                     | ポジション | 出身大学                     |
| 141      | フィラデルフィア・イーグルス | テイラー・ハート           | DE         | オレゴン大学                 |
| 142      | ワシントン・レッドスキンズ   | ライアン・グラント         | WR         | テューレーン大学             |
| 143      | タンパベイ・バッカニアーズ   | カディーム・エドワーズ     | OG         | テネシー州立大学             |
| 144      | ジャクソンビル・ジャガーズ   | テルビン・スミス           | LB         | フロリダ州立大学             |
| 145      | ミネソタ・バイキングス       | デビッド・ヤンキー         | OG         | スタンフォード大学           |
| 146      | ダラス・カウボーイズ         | デビン・ストリート         | WR         | ピッツバーグ大学             |
| 147      | アトランタ・ファルコンズ     | リカルド・アレン           | CB         | パデュー大学                 |
| 148      | カロライナ・パンサーズ       | ベネ・ベンフィケレ         | CB         | サンノゼ州立大学             |
| 149      | タンパベイ・バッカニアーズ   | ケビン・パンフィル         | OT         | パデュー大学                 |
| 150      | サンフランシスコ・49ers      | アーロン・リンチ           | DE         | サウスフロリダ大学           |
| 151      | テネシー・タイタンズ         | エイベリー・ウィリアムソン | LB         | ケンタッキー大学             |
| 152      | ニューヨーク・ジャイアンツ   | ナット・バーフ             | S          | サンディエゴ州立大学         |
| 153      | バッファロー・ビルズ         | シリル・リチャードソン     | OG         | ベイラー大学                 |
| 154      | ニューヨーク・ジェッツ       | ジェレマイア・ジョージ     | LB         | アイオワ州立大学             |
| 155      | マイアミ・ドルフィンズ       | アーサー・リンチ           | TE         | ジョージア大学               |
| 156      | デンバー・ブロンコス         | ラミン・バロウ             | LB         | LSU                          |
| 157      | ピッツバーグ・スティーラーズ | シャキール・リチャードソン | CB         | アリゾナ大学                 |
| 158      | デトロイト・ライオンズ       | キャラウン・リード         | DT         | プリンストン大学             |
| 159      | ジャクソンビル・ジャガーズ   | クリス・スミス             | DE         | アーカンソー大学             |
| 160      | アリゾナ・カージナルス       | エド・スティンソン         | DE         | アラバマ大学                 |
| 161      | グリーンベイ・パッカーズ     | コーリー・リンズリー       | C          | オハイオ州立大学             |
| 162      | フィラデルフィア・イーグルス | エド・レイノルズ           | S          | スタンフォード大学           |
| 163      | カンザスシティ・チーフス     | アーロン・マレー           | QB         | ジョージア大学               |
| 164      | シンシナティ・ベンガルズ     | A・J・マキャロン           | QB         | アラバマ大学                 |
| 165      | サンディエゴ・チャージャーズ | ライアン・キャレンザース   | DT         | アーカンソー州立大学         |
| 166      | インディアナポリス・コルツ   | ジョナサン・ニューサム     | DE         | ボール州立大学               |
| 167      | ニューオーリンズ・セインツ   | ヴィニー・サンセリ         | S          | アラバマ大学                 |
| 168      | アトランタ・ファルコンズ     | マーキス・スプライル       | LB         | シラキュース大学             |
| 169      | ニューオーリンズ・セインツ   | ロナルド・パウエル         | OLB        | フロリダ大学                 |
| 170      | サンフランシスコ・49ers      | キース・リーサー           | CB         | フロリダアトランティック大学 |
| 171      | マイアミ・ドルフィンズ       | ジョーダン・トリップ       | LB         | モンタナ大学                 |
| 172      | シアトル・シーホークス       | ジミー・ステイテン         | DT         | ミドルテネシー州立大学       |
| 173*     | ピッツバーグ・スティーラーズ | ウェズリー・ジョンソン     | C          | ヴァンダービルト大学         |
| 174*     | ニューヨーク・ジャイアンツ   | デボン・ケナード           | OLB        | USC                          |
| 175*     | ボルチモア・レイブンズ       | ジョン・アーシェル         | OG         | ペンシルベニア州立大学       |
| 176*     | グリーンベイ・パッカーズ     | ジャレッド・アブレデリス   | WR         | ウィスコンシン大学           |

### 6巡指名選手
| 指名順位 | チーム                             | 選手名                               | ポジション | 出身大学                         |
| 177      | ヒューストン・テキサンズ           | ジェフリー・ペイガン                 | DE         | アラバマ大学                     |
| 178      | テネシー・タイタンズ               | ザック・メッテンバーガー             | QB         | ルイジアナ州立大学               |
| 179      | ニューイングランド・ペイトリオッツ | ジョン・ハラピオ                     | OG         | フロリダ大学                     |
| 180      | サンフランシスコ・49ers            | ケネス・アカー                       | CB         | 南メソジスト大学                 |
| 181      | ヒューストン・テキサンズ           | アルフレッド・ブルー                 | RB         | LSU                              |
| 182      | ミネソタ・バイキングス             | アントン・エクザム                   | CB         | バージニア工科大学               |
| 183      | シカゴ・ベアーズ                   | デビッド・フェイルス                 | QB         | サンノゼ州立大学                 |
| 184      | ミネソタ・バイキングス             | ケンドール・ジェームズ               | CB         | メイン大学                       |
| 185      | タンパベイ・バッカニアーズ         | ロアート・ヘロン                     | WR         | ワイオミング大学                 |
| 186      | ワシントン・レッドスキンズ         | レイチェ・シーストランク             | RB         | ベイラー大学                     |
| 187      | ニューヨーク・ジャイアンツ         | ベネット・ジャクソン                 | CB         | ノートルダム大学                 |
| 188      | セントルイス・ラムズ               | E・J・ゲインズ                       | CB         | ミズーリ大学                     |
| 189      | デトロイト・ライオンズ             | T・J・ジョーンズ                     | WR         | ノートルダム大学                 |
| 190      | マイアミ・ドルフィンズ             | マット・ヘイゼル                     | WR         | コースタルカロライナ大学         |
| 191      | シカゴ・ベアーズ                   | パト・オドネル                       | P          | マイアミ大学                     |
| 192      | ピッツバーグ・スティーラーズ       | ジョーダン・ズムウォルト             | OLB        | UCLA                             |
| 193      | カンザスシティ・チーフス           | ザック・フルトン                     | OG         | テネシー大学                     |
| 194      | ボルチモア・レイブンズ             | キース・ウェニング                   | QB         | ボール州立大学                   |
| 195      | ニューヨーク・ジェッツ             | ブランドン・ディクソン               | CB         | ノースウェストミズーリ州立大学   |
| 196      | アリゾナ・カージナルス             | ウォルト・パウエル                   | WR         | マレー州立大学                   |
| 197      | グリーンベイ・パッカーズ           | デメトリ・グッドソン                 | CB         | ベイラー大学                     |
| 198      | ニューイングランド・ペイトリオッツ | ザック・ムーア                       | DE         | コンコルディア大学セントポール校 |
| 199      | シアトル・シーホークス             | ギャレット・スコット                 | OT         | マーシャル大学                   |
| 200      | カンザスシティ・チーフス           | ローレント・デュバーネイ＝ターディフ | OT         | マギル大学                       |
| 201      | サンディエゴ・チャージャーズ       | マリオン・グライス                   | RB         | アリゾナ州立大学                 |
| 202      | ニューオーリンズ・セインツ         | タボン・ルックス                     | OT         | カンザス州立大学                 |
| 203      | インディアナポリス・コルツ         | アンドリュー・ジャクソン             | LB         | 西ケンタッキー大学               |
| 204      | カロライナ・パンサーズ             | タイラ・ギャフニー                   | RB         | スタンフォード大学               |
| 205      | ジャクソンビル・ジャガーズ         | ルーク・ボワンコ                     | C          | バージニア大学                   |
| 206      | ニューイングランド・ペイトリオッツ | ジェミア・トーマス                   | S          | ジョージア工科大学               |
| 207      | デンバー・ブロンコス               | マット・パラディス                   | C          | ボイシ州立大学                   |
| 208      | シアトル・シーホークス             | エリック・ピンキンス                 | SS         | サンディエゴ州立大学             |
| 209*     | ニューヨーク・ジェッツ             | クインシー・エヌンワ                 | WR         | ネブラスカ大学                   |
| 210*     | ニューヨーク・ジェッツ             | IK・エネンクパリ                     | DE         | ルイジアナ工科大学               |
| 211*     | ヒューストン・テキサンズ           | ジェイ・プロシュ                     | FB         | オーバーン大学                   |
| 212*     | シンシナティ・ベンガルズ           | マーキス・フラワーズ                 | LB         | アリゾナ大学                     |
| 213*     | ニューヨーク・ジェッツ             | タジ・ボイド                         | QB         | クレムソン大学                   |
| 214*     | セントルイス・ラムズ               | ギャレット・ギルバート               | QB         | 南メソジスト大学                 |
| 215*     | ピッツバーグ・スティーラーズ       | ダニエル・マッカラーズ               | DT         | テネシー大学                     |

### 7巡指名選手
| 指名順位 | チーム                             | 選手名                       | ポジション | 出身大学                     |
| 216      | ヒューストン・テキサンズ           | アンドレ・ハル               | CB         | ヴァンダービルト大学         |
| 217      | ワシントン・レッドスキンズ         | テッド・ボルサー             | TE         | インディアナ大学             |
| 218      | ボルチモア・レイブンズ             | マイケル・カンパナロ         | WR         | ウェイクフォレスト大学       |
| 219      | オークランド・レイダース           | トラビス・キャリー           | CB         | オハイオ大学                 |
| 220      | ミネソタ・バイキングス             | シャマー・ステフェン         | DT         | コネチカット大学             |
| 221      | バッファロー・ビルズ               | ランデル・ジョンソン         | LB         | フロリダアトランティック大学 |
| 222      | ジャクソンビル・ジャガーズ         | ストーム・ジョンソン         | RB         | セントラルフロリダ大学       |
| 223      | ミネソタ・バイキングス             | ブランドン・ワッツ           | LB         | ジョージア工科大学           |
| 224      | フィラデルフィア・イーグルス       | ビュー・アレン               | DT         | ウィスコンシン大学           |
| 225      | ミネソタ・バイキングス             | ジャバリ・プライス           | CB         | ノースカロライナ大学         |
| 226      | セントルイス・ラムズ               | マイケル・バンダイク         | OT         | ポートランド州立大学         |
| 227      | シアトル・シーホークス             | キエロ・スモール             | RB         | アーカンソー大学             |
| 228      | ワシントン・レッドスキンズ         | ザック・ホッカー             | K          | アーカンソー大学             |
| 229      | デトロイト・ライオンズ             | ネイト・フリース             | K          | ボストンカレッジ             |
| 230      | ピッツバーグ・スティーラーズ       | ロブ・ブランクフラワー       | TE         | マサチューセッツ大学         |
| 231      | ダラス・カウボーイズ               | ベン・ガードナー             | DE         | スタンフォード大学           |
| 232      | インディアナポリス・コルツ         | ウルリック・ジョン           | OT         | ジョージア州立大学           |
| 233      | ニューヨーク・ジェッツ             | トレバー・レイリー           | LB         | ユタ大学                     |
| 234      | マイアミ・ドルフィンズ             | テレンス・フェード           | DE         | マリスト大学                 |
| 235      | オークランド・レイダース           | シェルビー・ハリス           | DE         | イリノイ州立大学             |
| 236      | グリーンベイ・パッカーズ           | ジェフ・ジャニス             | WR         | サギノーバレー州立大学       |
| 237      | バッファロー・ビルズ               | ショーントレル・ヘンダーソン | OT         | マイアミ大学                 |
| 238      | ダラス・カウボーイズ               | ウィル・スミス               | LB         | テキサス工科大学             |
| 239      | シンシナティ・ベンガルズ           | ジェームズ・ライト           | WR         | LSU                          |
| 240      | サンディエゴ・チャージャーズ       | テビン・リース               | WR         | ベイラー大学                 |
| 241      | セントルイス・ラムズ               | クリスチャン・ブライアント   | FS         | オハイオ州立大学             |
| 242      | デンバー・ブロンコス               | コーリー・ネルソン           | LB         | オクラホマ大学               |
| 243      | サンフランシスコ・49ers            | ケイレブ・ラムジー           | DT         | ボストンカレッジ             |
| 244      | ニューイングランド・ペイトリオッツ | ジェレミー・ガロン           | WR         | ミシガン大学                 |
| 245      | サンフランシスコ・49ers            | トレイ・ミラード             | FB         | オクラホマ大学               |
| 246      | シカゴ・ベアーズ                   | チャールズ・レノ             | OT         | ボイシ州立大学               |
| 247      | オークランド・レイダース           | ジョナサン・ダウリング       | SS         | 西ケンタッキー大学           |
| 248*     | ダラス・カウボーイズ               | アーマド・ディクソン         | SS         | ベイラー大学                 |
| 249*     | セントルイス・ラムズ               | マイケル・サム               | DE         | ミズーリ大学                 |
| 250*     | セントルイス・ラムズ               | デメトリアス・レイニー       | C          | テネシー州立大学             |
| 251*     | ダラス・カウボーイズ               | ケン・ビショップ             | DT         | 北イリノイ大学               |
| 252*     | シンシナティ・ベンガルズ           | ラベル・ウェストブルックス   | CB         | ジョージアサザン大学         |
| 253*     | アトランタ・ファルコンズ           | ヤウィン・スモールウッド     | LB         | コネチカット大学             |
| 254*     | ダラス・カウボーイズ               | テランス・ミッチェル         | CB         | オレゴン大学                 |
| 255*     | アトランタ・ファルコンズ           | タイラー・スター             | LB         | サウスダコタ大学             |
| 256*     | ヒューストン・テキサンズ           | ロニー・ボーレンティン       | FS         | メンフィス大学               |

### ドラフト外入団の主な選手
| チーム                             | 選手名                         | ポジション | 出身大学                                     |
| アリゾナ・カージナルス             | チャンドラー・カタンザロ       | K          | クレムソン大学                               |
| アリゾナ・カージナルス             | アンソニー・スティーン         | C          | アラバマ大学                                 |
| アトランタ・ファルコンズ           | セルジオ・カスティーヨ         | K          | ウェストテキサスA&M大学                      |
| アトランタ・ファルコンズ           | ルーズベルト・ニックス         | FB         | ケント州立大学                               |
| アトランタ・ファルコンズ           | ジェームズ・ストーン           | C          | テネシー大学                                 |
| ボルチモア・レイブンズ             | ジェームズ・ハースト           | T          | ノースカロライナ大学                         |
| ボルチモア・レイブンズ             | ジェイミー・メダー             | DT         | アシュランド大学                             |
| ボルチモア・レイブンズ             | ザック・オーア                 | LB         | 北テキサス大学                               |
| カロライナ・パンサーズ             | コーリー・ブラウン             | WR         | オハイオ州立大学                             |
| カロライナ・パンサーズ             | アンドリュー・ノーウェル       | OG         | オハイオ州立大学                             |
| カロライナ・パンサーズ             | ジェレマイア・サールズ         | T          | ネブラスカ大学                               |
| シカゴ・ベアーズ                   | ライアン・グロイ               | C          | ウィスコンシン大学                           |
| シカゴ・ベアーズ                   | クリスチャン・ジョーンズ       | LB         | フロリダ州立大学                             |
| シンシナティ・ベンガルズ           | トレイ・ホプキンス             | G          | テキサス大学                                 |
| クリーブランド・ブラウンズ         | テイラー・ガブリエル           | WR         | アビリーンクリスチャン大学                   |
| クリーブランド・ブラウンズ         | アイザイア・クローウェル       | RB         | アラバマ州立大学                             |
| クリーブランド・ブラウンズ         | コナー・ショー                 | QB         | サウスカロライナ大学                         |
| クリーブランド・ブラウンズ         | ウィリー・スニード             | WR         | ボール州立大学                               |
| クリーブランド・ブラウンズ         | ケイワウン・ウィリアムズ       | CB         | ピッツバーグ大学                             |
| ダラス・カウボーイズ               | ケイシー・クレイター           | LS         | アイオワ大学                                 |
| ダラス・カウボーイズ               | タイラー・パットモン           | CB         | オクラホマ州立大学                           |
| ダラス・カウボーイズ               | キース・スミス                 | LB         | サンノゼ州立大学                             |
| デンバー・ブロンコス               | シャキール・バレット           | LB         | コロラド州立大学                             |
| デンバー・ブロンコス               | カプリ・ビブス                 | RB         | コロラド州立大学                             |
| デンバー・ブロンコス               | ジュワン・トンプソン           | RB         | デューク大学                                 |
| デンバー・ブロンコス               | ルー・ヤング                   | CB         | ジョージア工科大学                           |
| デトロイト・ライオンズ             | コーネリアス・ルーカス         | OT         | カンザス州立大学                             |
| グリーンベイ・パッカーズ           | ジョー・トーマス               | LB         | サウスカロライナ州立大学                     |
| ヒューストン・テキサンズ           | クリス・ボズウェル             | K          | ライス大学                                   |
| ヒューストン・テキサンズ           | マット・フィーラー             | OG         | ブルームスバーグ大学                         |
| ヒューストン・テキサンズ           | ジェームズ・フェレンツ         | C          | アイオワ大学                                 |
| ヒューストン・テキサンズ           | マーカス・ウィリアムズ         | CB         | ノースダコタ州立大学                         |
| ヒューストン・テキサンズ           | ブライアン・ウィッツマン       | OG         | サウスダコタ州立大学                         |
| インディアナポリス・コルツ         | コーディー・パーキー           | K          | オーバーン大学                               |
| インディアナポリス・コルツ         | ザック・カー                   | DT         | デラウェア大学                               |
| ジャクソンビル・ジャガーズ         | アレン・ハーンズ               | WR         | マイアミ大学                                 |
| ジャクソンビル・ジャガーズ         | タイラー・シャトリー           | OG         | クレムソン大学                               |
| カンザスシティ・チーフス           | カイロ・サントス               | K          | テューレーン大学                             |
| カンザスシティ・チーフス           | ダニエル・ソーレンセン         | SS         | ブリガムヤング大学                           |
| カンザスシティ・チーフス           | シャーキャンドリック・ウェスト | RB         | アビリーンクリスチャン大学                   |
| カンザスシティ・チーフス           | アルバート・ウィルソン         | WR         | ジョージア州立大学                           |
| マイアミ・ドルフィンズ             | オルレアン・ダークワ           | RB         | テューレーン大学                             |
| マイアミ・ドルフィンズ             | ダミアン・ウィリアムズ         | RB         | オクラホマ大学                               |
| マイアミ・ドルフィンズ             | タイラー・ラーセン             | C          | ユタ州立大学                                 |
| ニューイングランド・ペイトリオッツ | マルコム・バトラー             | CB         | 西アラバマ大学                               |
| ニューイングランド・ペイトリオッツ | タイラー・オット               | LS         | ハーバード大学                               |
| ニューオーリンズ・セインツ         | トッド・デービス               | LB         | サクラメント州立大学                         |
| ニューオーリンズ・セインツ         | ピエール・ウォーレン           | S          | ジャクソンビル州立大学                       |
| ニューヨーク・ジャイアンツ         | ケリー・ウィン                 | DE         | リッチモンド大学                             |
| ニューヨーク・ジェッツ             | ケリー・ハイダー               | DE         | テキサス工科大学                             |
| オークランド・レイダース           | デニコ・オートリー             | DT         | ミシシッピ州立大学                           |
| オークランド・レイダース           | マイケル・パラディー           | P          | テネシー大学                                 |
| フィラデルフィア・イーグルス       | トリー・バートン               | TE         | フロリダ大学                                 |
| ピッツバーグ・スティーラーズ       | C・J・グッドウィン             | CB         | ペンシルベニアウェスタン大学カリフォルニア校 |
| ピッツバーグ・スティーラーズ       | ジョーダン・ベリー             | P          | 東ケンタッキー大学                           |
| サンディエゴ・チャージャーズ       | エイドリアン・フィリップス     | S          | テキサス大学                                 |
| サンディエゴ・チャージャーズ       | ブランデン・オリバー           | RB         | バッファロー大学                             |
| シアトル・シーホークス             | ブロック・コイル               | LB         | モンタナ大学                                 |
| シアトル・シーホークス             | ギャリー・ギリアム             | T          | ペンシルベニア州立大学                       |
| タンパベイ・バッカニアーズ         | キャメロン・ブレイト           | TE         | ハーバード大学                               |
| テネシー・タイタンズ               | ジャスティン・マクレイ         | OG         | セントラルフロリダ大学                       |